# Lijst van voetbalinterlands België - Kosovo (vrouwen)
Deze lijst van voetbalinterlands is een overzicht van alle officiële voetbalinterlands tussen de nationale vrouwenteams van België en Kosovo. De landen hebben tot nu toe twee keer tegen elkaar gespeeld.

## Wedstrijden
| № | Plaats   | Datum           | Competitie           | Wedstrijd       | Uitslag |
| - | -------- | --------------- | -------------------- | --------------- | ------- |
| 1 | Leuven   | 21 oktober 2021 | WK 2023 kwalificatie | België − Kosovo | 7 − 0   |
| 2 | Pristina | 12 april 2022   | WK 2023 kwalificatie | Kosovo − België | 1 − 6   |

## Samenvatting
| Competitie      | Totaal gespeeld | Winst België | Gelijk | Winst Kosovo | Doelsaldo België – Kosovo |
| --------------- | --------------- | ------------ | ------ | ------------ | ------------------------- |
| WK-kwalificatie | 2               | 2            | 0      | 0            | 13 − 1                    |
| Totaal          | 2               | 2            | 0      | 0            | 13 − 1                    |

KBVB · A-internationals · Selecties · Statistieken · Bondscoaches · Belgisch mannenelftal · België U19 · België U17
1970-1979 ·
1980-1989 ·
1990-1999 ·
2000-2009 ·
2010-2019 ·
2020-2029
EK 2017, EK 2022
EK 2013, EK 2017, EK 2022, WK 2023
Albanië ·
Armenië ·
Australië ·
Azerbeidzjan ·
Bosnië en Herzegovina ·
Bulgarije ·
Canada ·
Denemarken ·
Duitsland ·
Engeland ·
Estland ·
Faeröer ·
Finland ·
Frankrijk ·
Griekenland ·
Hongarije ·
Ierland ·
IJsland ·
Italië ·
Japan ·
Joegoslavië ·
Kosovo ·
Kroatië ·
Litouwen ·
Luxemburg ·
Mexico ·
Moldavië ·
Nederland ·
Nieuw-Zeeland ·
Nigeria ·
Noord-Ierland ·
Noord-Korea ·
Noorwegen ·
Oekraïne ·
Oostenrijk ·
Polen ·
Portugal ·
Roemenië ·
Rusland ·
Schotland ·
Servië ·
Slovenië ·
Slowakije ·
Spanje ·
Thailand ·
Tsjechië ·
Tsjecho-Slowakije ·
Verenigde Staten ·
Wales ·
Zuid-Afrika ·
Zuid-Korea ·
Zweden ·
Zwitserland